# عين الصفصاف
عين الصفصاف هي إحدى القرى اللبنانية من قرى قضاء المتن في محافظة جبل لبنان.
سمّيت عين الصّفصاف نسبةً لشجرة الصّفصاف الّتي كانت موجودة فيها قرب عين الماء.
يحتفل أهالي القرية بعيد مار الياس في 20 تمّوز/يوليو. يتمّ تنظيم عشاء قرويّ يجمع أهالي القرية عشيّة العيد في ساحة كنيسة مار الياس.